# Prelatura territorial de Chota
La prelatura territorial de Chota (en latín: Praelatura Territorialis Chotensis) es una circunscripción eclesiástica de la Iglesia católica en Perú. Se trata de una prelatura territorial latina, sufragánea de la arquidiócesis de Piura. Desde el 2 de julio de 2022 su prelado es Víctor Emiliano Villegas Suclupe, de la Orden de Agustinos Recoletos.

## Territorio y organización
La prelatura territorial tiene 6823 km² y extiende su jurisdicción sobre los fieles católicos de rito latino residentes en parte del departamento de Cajamarca en las provincias de: Chota y Cutervo.
La sede de la prelatura territorial se encuentra en la ciudad de Chota, en donde se halla la Catedral de Todos los Santos.
En 2021 en la prelatura territorial existían 16 parroquias:
- Nuestra Señora de la Asunción (Cutervo)
- San Antonio (Lajas)
- San Bartolomé (Cochabamba)
- San Bartolomé (Tacabamba)
- San Juan Bautista (Huambos)
- San Juan Bautista (Querocotillo)
- San Lorenzo (Llama)
- San Lorenzo (Pimpingos)
- San Lorenzo (Socota)
- San Pedro y San Pablo (Querocoto)
- Santa Mónica
- Santa Rosa
- Santo Tomás de Aquino (Santo)
- Todos los Santos (Chota)

El Seminario de Chota se inauguró en 1967, en el curso de dicho año son cuatro los aspirantes que comienzan los estudios secundarios en el colegio San Juan de Chota. Desde 1963 había algunos otros en el seminario de Trujillo por cuenta de la prelatura, pasado unos años el número decreció, hasta desaparecer. En 1999 se inauguró un nuevo seminario dedicado a San José, quedando el anterior local exclusivamente para residencia del prelado y centro diocesano de pastoral.

## Historia
En febrero de 1962 el proceso de creación de la prelatura se acelera. El día 26 la nunciatura envía un memorándum con indicaciones sobre lo que sería la nueva prelatura. Se hablaba de un territorio de 10 200 km², que incluiría las provincias de Chota, Cutervo y Celendín, y una población de 254 000 habitantes. Con estos datos se pidió a la provincia de San José una respuesta definitiva. Mientras el padre general de la orden esperaba la respuesta de la provincia, pidió aclaraciones al nuncio por la inclusión de Celendín. El representante pontificio contestó que esa es la voluntad de los obispos interesados. El de Chiclayo entregaría Chota y Cutervo y el de Cajamarca, Celendín.
El Consejo provincial de San José decidió unánimemente la aceptación de la prelatura con las tres provincias. El 23 de marzo el padre E. Ayape comunicó oficialmente al nuncio Carboni que es voluntad de la orden aceptar la prelatura de Chota y que quedaba a la espera de la decisión de la Santa Sede. El 2 de abril el nuncio en el Perú escribió al padre general expresándole su regocijo por la aceptación; le notificó que iniciaba las gestiones ante la Santa Sede y le pidió la presentación de una terna de candidatos para la responsabilidad de prelado.
La prelatura territorial fue erigida el 7 de abril de 1963 con la bula Pontificale munus del papa Juan XXIII, obteniendo el territorio de la diócesis de Chiclayo y sin incluir a la provincia de Celendín.
Originalmente sufragánea de la arquidiócesis de Trujillo, pasó a formar parte de la provincia eclesiástica de Piura el 30 de junio de 1966.

## Estadísticas
Según el Anuario Pontificio 2022 la prelatura territorial tenía a fines de 2021 un total de 283 360 fieles bautizados.
| Año                                                                             | Población            | Población | Población      | Sacerdotes | Sacerdotes    | Sacerdotes    | Bautizados por sacerdote | Diáconos permanentes | Religiosos | Religiosos | Parroquias |
| Año                                                                             | Bautizados católicos | Total     | % de católicos | Total      | Clero secular | Clero regular | Bautizados por sacerdote | Diáconos permanentes | Varones    | Mujeres    | Parroquias |
| ------------------------------------------------------------------------------- | -------------------- | --------- | -------------- | ---------- | ------------- | ------------- | ------------------------ | -------------------- | ---------- | ---------- | ---------- |
| 1966                                                                            | 224 000              | 225 000   | 99.6           | 19         | 3             | 16            | 11 789                   |                      |            | 21         | 16         |
| 1970                                                                            | 230 000              | 232 000   | 99.1           | 23         | 2             | 21            | 10 000                   |                      | 21         | 21         | 12         |
| 1976                                                                            | 250 000              | 260 000   | 96.2           | 18         | 1             | 17            | 13 888                   |                      | 17         | 16         | 13         |
| 1980                                                                            | 290 000              | 310 000   | 93.5           | 17         | 1             | 16            | 17 058                   |                      | 16         | 12         | 12         |
| 1990                                                                            | 378 000              | 405 000   | 93.3           | 17         | 6             | 11            | 22 235                   |                      | 11         | 11         | 12         |
| 1999                                                                            | 294 000              | 330 000   | 89.1           | 30         | 22            | 8             | 9800                     |                      | 8          | 16         | 13         |
| 2000                                                                            | 310 000              | 320 000   | 96.9           | 30         | 22            | 8             | 10 333                   |                      | 8          | 14         | 13         |
| 2001                                                                            | 310 000              | 320 000   | 96.9           | 32         | 24            | 8             | 9687                     |                      | 9          | 21         | 14         |
| 2002                                                                            | 311 000              | 322 000   | 96.6           | 30         | 22            | 8             | 10 366                   |                      | 8          | 21         | 14         |
| 2003                                                                            | 315 000              | 337 000   | 93.5           | 30         | 22            | 8             | 10 500                   |                      | 8          | 23         | 15         |
| 2004                                                                            | 316 000              | 338 000   | 93.5           | 31         | 24            | 7             | 10 193                   |                      | 7          | 26         | 15         |
| 2013                                                                            | 353 000              | 379 000   | 93.1           | 40         | 35            | 5             | 8825                     |                      | 5          | 34         | 15         |
| 2016                                                                            | 290 000              | 320 000   | 90.6           | 43         | 38            | 5             | 6744                     |                      | 6          | 36         | 17         |
| 2019                                                                            | 288 000              | 318 325   | 90.5           | 53         | 49            | 4             | 5433                     |                      | 6          | 39         | 17         |
| 2021                                                                            | 283 360              | 308 830   | 91.8           | 54         | 50            | 4             | 5247                     |                      | 6          | 27         | 16         |
| Fuente: Catholic-Hierarchy, que a su vez toma los datos del Anuario Pontificio. |                      |           |                |            |               |               |                          |                      |            |            |            |

## Episcopologio
- Florentino Armas Lerena, O.A.R. † (7 de abril de 1963-17 de agosto de 1976 retirado)
  - Sede vacante (1976-1979)
- José Arana Berruete, O.A.R. † (24 de enero de 1979-27 de octubre de 1992 falleció)
- Emiliano Antonio Cisneros Martínez, O.A.R. (7 de diciembre de 1993-27 de marzo de 2002 nombrado obispo de Chachapoyas)
- José Carmelo Martínez Lázaro, O.A.R. (27 de marzo de 2002-12 de octubre de 2004 nombrado obispo de Cajamarca)
- Fortunato Pablo Urcey, O.A.R. (15 de octubre de 2005-2 de julio de 2022 retirado)
- Víctor Emiliano Villegas Suclupe, O.A.R., desde el 2 de julio de 2022